# Jostahueca
Jostahueca es una congregación del municipio de Navojoa, ubicada en el sur del estado mexicano de Sonora. Según los datos del Censo de Población y Vivienda realizado en 2010 por el Instituto Nacional de Estadística y Geografía (INEGI), Jostahueca tiene un total de 331 habitantes. Se encuentra en un camino rural que conecta a los pueblos de El Sifón, Etchohuaquila, y Fundición con la carretera federal 15, ubicada sobre el tramo Etchohuaquila–Fundición.

## Geografía
Jostahueca se sitúa en las coordenadas geográficas 27°19'30" de latitud norte y 109°44'49" de longitud oeste del meridiano de Greenwich, a una elevación de 69 metros sobre el nivel del mar.